# Marek Kalbus

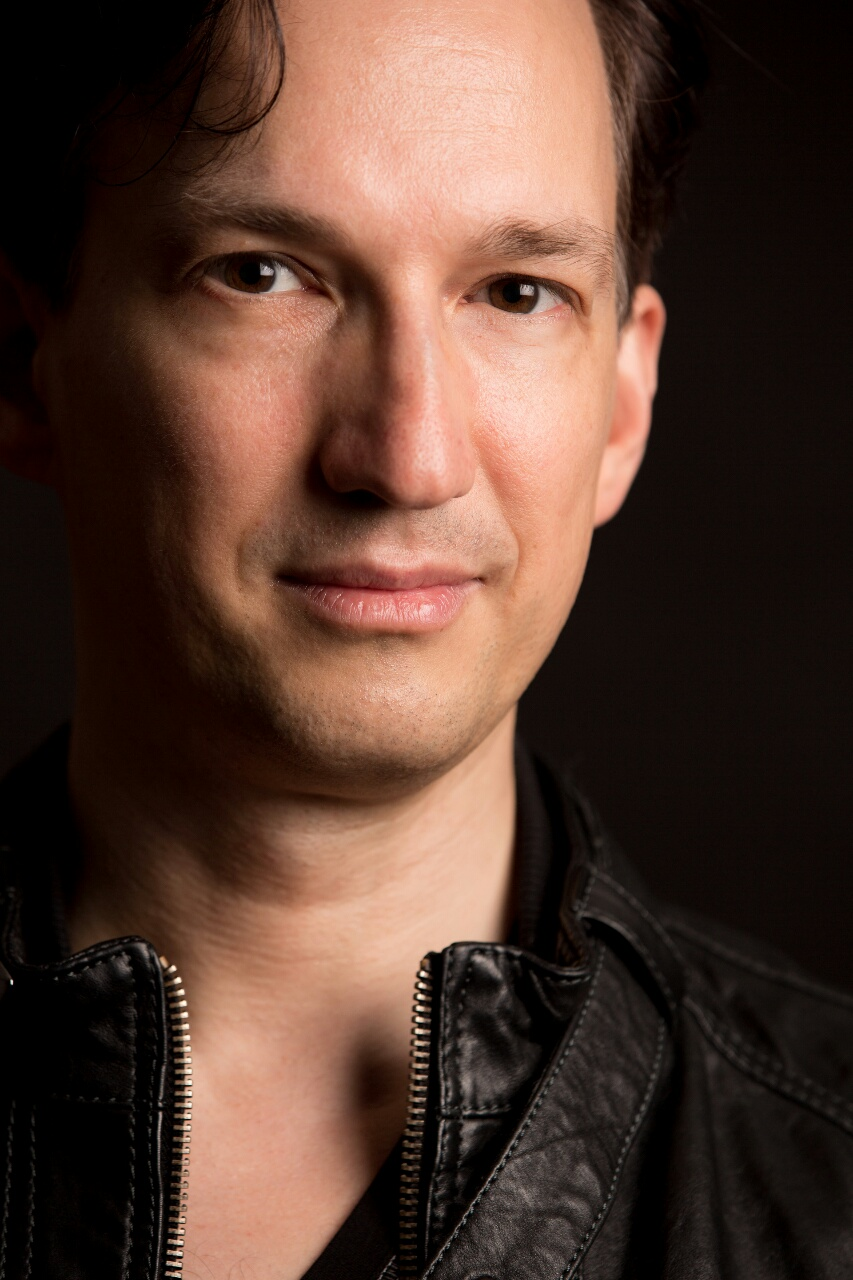
Marek Kalbus (2007)

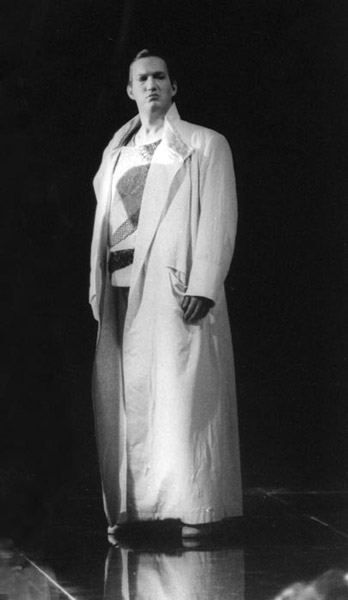
Marek Kalbus in Parsifal am Teatro Carlo Felice Genova (2006)

Marek Kalbus (* 14. Januar 1969 in Königs Wusterhausen) ist ein deutscher Opern- und Konzertsänger (Bassbariton/Bass) sowie Osteopath und Körperpsychotherapeut.

## Leben
Marek Kalbus studierte Gesang an der Hochschule für Musik Hanns Eisler Berlin bei Heinz Reeh und Roman Trekel, außerdem bei Celestina Casapietra und Reiner Goldberg.
Im Jahr 2000 war er Preisträger beim Internationalen Hans-Gabor-Belvedere-Gesangswettbewerb in Wien und gastierte fortan unter anderem am Grand Théâtre de Genève, am Teatro Massimo Palermo, an der Nationalphilharmonie Warschau, im Brucknerhaus Linz, an der Vlaamse Opera Antwerpen am Teatro Carlo Felice Genua, am Teatro Dal Verme Mailand, an der Opéra-Comique Paris, am Théâtre du Capitole Toulouse, im Hong Kong Cultural Centre, am Teatro lirico di Cagliari, an der Oper Bonn, am Teatro Municipal de Santiago de Chile, am Konzerthaus Berlin, in der Berliner Philharmonie, im Musikzentrum deSingel Antwerpen, in der Bonner Beethovenhalle, beim Internationale Al Bustan Musikfestival Beirut und bei der Tschechischen Philharmonie.
Parallel zu seiner Laufbahn als Sänger absolvierte Kalbus verschiedene medizinische und psychologische Ausbildungen und betreibt in Berlin als Heilpraktiker zwei Praxen für Integrative Osteopathie, osteopathische Frauenheilkunde und Körperpsychotherapie.

## Diskografie
- Nikolai Rimski-Korsakow: Die Legende von der unsichtbaren Stadt Kitesch und von der Jungfrau Fewronija. (Rolle: ein reicher Bürger) Koproduktion des Bolschoi-Theaters Moskau mit dem Teatro Lirico di Cagliari, Dirigent: Alexander Wedernikow. 2 DVD (Naxos; 2011)
- Anton Rubinstein: Moses - Sacred opera in eight pictures. Weltersteinspielung. Sinfonia Iuventus Orchestra, Dirigent: Michail Jurowski (Warner Classics 0190295583439)
- Siegfried Wagner: Der Schmied von Marienburg. Weltersteinspielung. Mit u. a. Karl Schneider, Rebecca Broberg, Ralf Sauerbrey, Anne Wieben,   Baltische Philharmonie, Dirigent: Frank Strobel (Marco Polo; 2009)
- Sergei Prokofjew: Schauspielmusiken. Hamlet/Boris Godunov/Eugen Onegin/Egytian Nights. Weltersteinspielung. Mit Marina Domaschenko, Victor Sawaley, Yuri Swatenko, Rundfunk-Sinfonieorchester Berlin, Dirigent: Michail Jurowski (Capriccio; 2009)
- Sergei Prokofjew: Eugen Onegin. (Titelrolle) Weltersteinspielung, Rundfunk-Sinfonieorchester Berlin, Dirigent: Michail Jurowski (Naxos C67149-50)
- Wolfgang Amadeus Mozart: Die Zauberflöte. Würzburger Kammerorchester, Dirigent: Wolfgang Kurz (Metronic)
- Lebenslust und Lessinglieder. Mit Maxim Böckelmann, Klavier (Fidelitas Records; 2014)